# Daniel McConnell
Daniel McConnell (nascido em 9 de agosto de 1985, em Bruthen) é um ciclista australiano. Atualmente, compete para a equipe Trek Factory Racing.